# Монари (Нижегородская область)
Монари — деревня в Лысковском районе Нижегородской области России. Входит в состав Кириковского сельсовета.

## География
Деревня расположена в 82 км от Нижнего Новгорода. Через деревню протекает река Монарка, правый приток реки Сундовик; высота над уровнем моря 128 м. С запада, практически вплотную, расположена деревня Летнево.

## Население
Численность населения — 42 человека (2011).
| 2002 | 2010 |
| ---- | ---- |
| 8    | ↗10  |

## Инфраструктура
В деревне одна улица — Садовая.